# Bullet (EP)
Bullet ist die erste EP und insgesamt zweite Veröffentlichung der amerikanischen Horrorpunk-Band The Misfits.

## Entstehung und Gestaltung
Die Aufnahmen der Session sollten für das Static-Age-Album verwendet werden, dieses erschien allerdings erst 17 Jahre später. Die ersten 1.000 Tonträger sind auf schwarzes, die 2.000 restlichen auf rotes Vinyl gepresst. Ein weiterer Unterschied der beiden Versionen ist die Rückseite: Bei den ersten Pressungen wurden ein Bandfoto und Distributed by Ork auf die Rückseite gedruckt, bei den zweiten Better Dead on Red

## Stil
Bullet unterscheidet sich grundlegend von der ersten Single Cough/Cool, da das elektrische Klavier, durch eine E-Gitarre ersetzt wurde, die Aufnahmequalität höher ist und ein allgemein härterer Stil vorherrscht. Die Texte sind, im Gegensatz zu späteren Veröffentlichungen, noch nicht durch typische Horror-Thematik beeinflusst.

## Hintergrund
Das Cover, sowie der Text zu Bullet, der bereits 1974 von Danzig verfasst wurde, gehen auf die Ermordung John F. Kennedys zurück. Einige ehemalige Band-Mitglieder, darunter aber nicht der Autor, Glenn Danzig, bestätigen, dass We Are 138 auf dem Film THX 1138 basiert. Hollywood Babylon wurde vermutlich vom gleichnamigen Buch, geschrieben von Kenneth Anger, inspiriert.

## Titelliste
Seite A
1. Bullet – 1:37
2. We Are 138 – 1:40

Seite B
1. Attitude – 1:28
2. Hollywood Babylon – 2:17